# Municipio de Wayne (condado de Dauphin)
El municipio de Wayne (en inglés: Wayne Township) es un municipio ubicado en el condado de Dauphin en el estado estadounidense de Pensilvania. En el año 2000 tenía una población de 1.184 habitantes y una densidad poblacional de 32.8 personas por km².

## Geografía
El municipio de Wayne se encuentra ubicado en las coordenadas 40°27′00″N 76°49′59″O / 40.45000, -76.83306.

## Demografía
Según la Oficina del Censo en 2000 los ingresos medios por hogar en la localidad eran de $48,971 y los ingresos medios por familia eran de $50,917. Los hombres tenían unos ingresos medios de $39,375 frente a los $26,731 para las mujeres. La renta per cápita de la localidad era de $19,279. Alrededor del 4,8% de la población estaba por debajo del umbral de pobreza.